# László Németh (fotbalista)
László Németh (maďarsky Németh László; 1923 – ?) byl maďarský fotbalový útočník a trenér. V Československu působil jako repatriant po druhé světové válce.
Jeho syn Ladislav Németh (* 20. února 1955 Žilina) je bývalý fotbalista, který od roku 1991 působí jako trenér a funkcionář v ženském fotbalu (ŠKF VIX Žilina).

## Hráčská kariéra
V maďarské lize hrál za budapešťské kluby MÁVAG SK a Zuglói MaDISz TE. V československé lize nastupoval za Žilinu, v jejímž dresu vstřelil deset prvoligových branek.

### Prvoligová bilance
| Ročník             | Zápasy | Góly | Minuty | Klub           |
| ------------------ | ------ | ---- | ------ | -------------- |
| I. liga 1946/47    | –      | 3    | –      | ŠK Žilina      |
| I. liga 1947/48    | –      | 2    | –      | ŠK Žilina      |
| I. liga 1950       | –      | 2    | –      | Slovena Žilina |
| I. liga 1951       | –      | 1    | –      | Slovena Žilina |
| I. liga 1952       | –      | 2    | –      | Slovena Žilina |
| I. liga 1954       | 10     | 0    | –      | Iskra Žilina   |
| CELKEM I. ČS. LIGA | –      | 10   | –      |                |

## Trenérská kariéra
Po skončení hráčské kariéry se stal trenérem.